# Daniel Giralt-Miracle

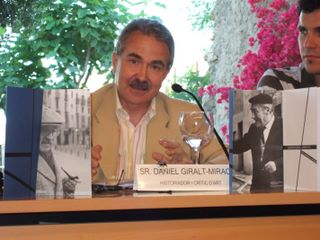
Daniel Giralt-Miracle en 2008, en un acto de la Fundació Josep Pla

Daniel Giralt-Miracle Rodríguez (Barcelona, 3 de septiembre de 1944) es un crítico, historiador del arte y profesor español, de origen catalán.

## Biografía
Hijo de Ricard Giralt Miracle, nació en 1944 en la ciudad de Barcelona.  Estudió Filosofía y Letras en la Universidad de Barcelona, especializándose en Filosofía. Posteriormente amplió sus estudios en la Universidad Autónoma de Barcelona, donde se licenció en Ciencias de la Información. Amplió estudios en la Hochschule für Gestaltung de la ciudad de Ulm (Alemania), donde se diplomó en diseño y comunicación.
El año 2013 fue distinguido con la Cruz de Sant Jordi.

## Actividad profesional
Especialista del diseño y de la historia del arte, ha sido profesor de la Escuela Superior de Diseño e Ingeniería de Barcelona ELISAVA (entre 1966 y 1973), de la Facultad de Ciencias de la Información de la Universitat Autònoma de Barcelona (entre 1978 y 1987) y de la Facultad de Bellas artes de la Universitat de Barcelona (al curso 1979-80). Posteriormente, fue responsable del Servicio de Artes Plásticas del Departamento de Cultura de la Generalidad de Cataluña, director gerente de la Fundación Caja de Cataluña entre 1987 y 1989, director del MACBA entre 1989 y 1994 y del Espacio Gaudí del Centro Cultural Caixa Cataluña entre 1995 y 2000. 
Comisario de más de un centenar de exposiciones de arte, diseño o arquitectura, en 2002 fue nombrado comisario general del Año Internacional Disfrutó motivo por el cual el año siguiente fue galardonado con el premio Nacional de Diseño concedido por la Generalidad de Cataluña.
Vicepresidente emérito de la Asociación Internacional de Críticos de Arte (AICA) y presidente emérito de la Asociación Catalana de Críticos de Arte (ACCA), es miembro correspondiente de la Real Academia de Bellas Artes de San Fernando de Madrid y de la Real Academia de Bellas Artes de San Carlos de Valencia, académico numerario de la Real Academia de Ciencias y Artes de Barcelona y académico electo de la Real Academia Catalana de Bellas Artes de San Jorge de Barcelona. 
Ejerce la crítica de arte desde el 1966. Ha sido fundador y director de la primera etapa de la revista Batik (Panorama General de las Artes), redactor de la revista Destino, y también colaborador del ABC Cultural y del suplemento cultural del diario El Mundo. También escribe a los diarios Avui, El Periódico, La Vanguardia y El País.
Es patrón de la Fundació Joan Brossa de Barcelona, de la que actualmente es vicepresidente. Desde diciembre de 2011, forma parte del Consell de Cultura de la ciudad de Barcelona.